# Gho-Manhasan
Gho-Manhasan (en cachemir: ঘো মানহাসান ) es una localidad de la India en el distrito de Jammu, estado de Jammu y Cachemira.

## Geografía
Se encuentra a una altitud de 309 m s. n. m. a 308 km de la capital estatal, Srinagar, en la zona horaria UTC +5:30.

## Demografía
Según estimación 2010 contaba con una población de 4 586 habitantes.